# Starčeviće
Starčeviće (cyr. Старчевиће) – wieś w Serbii, w okręgu raskim, w gminie Tutin. W 2011 roku liczyła 179 mieszkańców.